# متسختا ۲۱۱۶
سیارک ۲۱۱۶ (به انگلیسی: 2116 Mtskheta، نامگذاری:1976UM) دو هزار و صد و شانزدهمین سیارک کشف شده‌است که در ۲۴ اکتبر ۱۹۷۶ کشف شد.
قدر مطلق سیارک برابر ۱۲٫۱۰ است.